# José Torres (boxeador)
José «Chegüi» Torres (3 de mayo de 1936-19 de enero de 2009) fue un boxeador profesional puertorriqueño. Como boxeador amateur, ganó una medalla de plata en la división de peso mediano junior en los Juegos Olímpicos de 1956 en Melbourne. En 1965 derrotó a Willie Pastrano para ganar los campeonatos de WBC, WBA y lineal de peso semipesado. Torres entrenó con el legendario entrenador de boxeo Cus D'Amato. En 1997 fue incluido en el Salón Internacional de la Fama del Boxeo.

## Carrera del amateur
Nacido en la ciudad de Ponce, Puerto Rico, Torres comenzó a boxear cuando se unió al Ejército de los Estados Unidos cuando era adolescente (tenía 17 años). Sus únicos títulos de aficionado habían sido en campeonatos del Ejército e Inter-Servicio, varios de los cuales había ganado. Torres aún estaba en el Ejército cuando ganó la Medalla de Plata en la división de peso medio ligero en los Juegos Olímpicos de Melbourne de 1956, donde perdió ante László Papp de Hungría en la final.
Torres se entrenó en el Empire Sporting Club en la ciudad de Nueva York con el entrenador Cus D'Amato.
Fue campeón nacional de peso mediano de la AAU de 1958 y también ganó el Campeonato Abierto de Nueva York de 160 libras de 1958 Guantes de Oro

## Carrera profesional
Debutó como profesional en 1958 con un nocaut en la primera ronda de George Hamilton en Nueva York, siguieron doce victorias seguidas, diez de ellas por nocaut (incluidas las victorias sobre los contendientes Ike Jenkins y Al Andrews), después de lo cual pudo debutar en San Juan contra Benny Paret, un futuro campeón mundial de peso wélter de Cuba. Torres y Paret lucharon por un empate a diez asaltos y en 1960 Torres volvió a hacer campaña en Nueva York, donde anotó tres victorias ese año, todas por decisión, incluidas dos sobre Randy Sandy.
En 1961 Torres hizo su debut en la ciudad natal con una victoria por nocaut en cuatro asaltos en una revancha con Hamilton en Ponce, tuvo seis peleas más ese año, ganándolos todos por nocaut.
Torres mantuvo su racha eliminatoria con vida hasta 1962 con tres victorias por octavos de final más, pero en 1963 sufrió su primera derrota y fue detenido en cinco por el cubano Florentino Fernández, el único boxeador que venció a Torres por un nocaut profesional. Después de ese contratiempo, Torres volvió a entrenar y tuvo una pelea más ese año y esa vez pudo vencer a otro contendiente principal en Don Fullmer, el hermano de Gene Fullmer, con una victoria por decisión en diez asaltos en Nueva Jersey.
En 1964 Torres venció a un grupo de boxeadores conocidos, entre ellos José González, Walker Simmons (dos veces), Frankie Olivera, Gomeo Brennan y el ex campeón mundial de peso medio Carl Olson (Bobo), vencidos en una ronda. Después de esto, Torres ocupó el puesto número 1 entre los retadores de peso semipesado y su oportunidad por el título pronto llegaría.
Sucedió en 1965 en el Madison Square Garden. Torres derrotó al miembro del Salón Internacional de la Fama del Boxeo y al campeón mundial de peso semipesado Willie Pastrano. Al hacerlo, Torres se convirtió en el tercer campeón mundial de boxeo de Puerto Rico en la historia y el primer latinoamericano en ganar el título mundial de peso semipesado, eliminando a Pastrano en la ronda nueve. Más tarde ese año, peleó en una pelea sin título ante Tom McNeeley (padre del ex rival Mike Tyson Peter McNeeley) en San Juan, ganando una decisión de diez asaltos.
En 1966 defendió con éxito su corona tres veces con decisiones de 15 asaltos sobre Wayne Thornton y Eddie Cotton y un nocaut en dos asaltos de Chic Calderwood. En su próxima defensa, sin embargo, lo perdería ante otro miembro del Salón de la Fama, el tigre Dick Tiger de Nigeria, por una decisión en 15 asaltos.
En 1967 él y Tiger tuvieron una revancha y Torres perdió una decisión de 15 asaltos nuevamente. Muchos fanáticos pensaron que debería haberlo ganado esa vez y como consecuencia, un gran motín siguió a la lucha.
Después de su segunda derrota ante Tiger, Torres solo peleó dos veces más, retirándose después de 1969.

## Una jubilación activa
En sus años después de retirarse del boxeo se convirtió en representante de la comunidad puertorriqueña en Nueva York, se reunió con líderes políticos, dio conferencias y se convirtió en Comisionado de la Comisión Atlética del Estado de Nueva York de 1984 a 1988. En 1986 fue elegido para cantar Himno nacional de los Estados Unidos ante el campeonato mundial de peso ligero entre Jimmy Paul e Irleis Perez en Atlantic City, Nueva Jersey. En 1990 se convirtió en presidente de la OMB y fue presidente hasta 1995. También fue miembro del Salón Internacional de la Fama del Boxeo.

## El Autor
Torres contribuyó regularmente con una columna para El Diario La Prensa, un periódico en español en la ciudad de Nueva York. También escribió para The Village Voice. En 1971 fue coautor de Picar como una abeja, una biografía de Muhammad Ali. En 1989, escribió la biografía de Mike Tyson Fuego y miedo: la historia interna de Mike Tyson (que se adaptaría a la película de televisión de 1995 de HBO, Tyson).

## Años después
En 2007 Torres anunció su decisión de regresar a su ciudad natal de Ponce, Puerto Rico y concentrarse en escribir libros y artículos relacionados con deportes e historia. El 6 de agosto de 2008 Torres recibió un reconocimiento por su carrera militar.

## Muerte y legado
Torres murió en la mañana del 19 de enero de 2009 de un ataque al corazón en su casa en Ponce, Puerto Rico. Hay planes para trasladar sus restos al Panteón nacional Román Baldorioty de Castro, un panteón nacional y museo. También es reconocido en el Parque del Tricentenario (Ponce, Puerto Rico) en el área de deportes. Durante su vida Torres fue objeto de dos documentales del famoso director de cine japonés Hiroshi Teshigahara.

## Expediente de boxeo profesional
| 41 Victorias (29 knockouts), 3 Derrotas (1 knockout), 1 Empate |        |                      |      |              |            |                                                             |                                                                                  |
| Res.                                                           | Record | Oponente             | Tipo | Round Tiempo | Fecha      | Ubicación                                                   | Notas                                                                            |
| Vic.                                                           | 41–3–1 | Charley Green        | KO   | 2 (10) 1:31  | 1969–07–14 | Madison Square Garden, Nueva York                           |                                                                                  |
| Vic.                                                           | 40–3–1 | Bob Dunlop           | TKO  | 6 (10)       | 1968–04–01 | Estadio de Sídney, Sídney, Nueva Gales del Sur              |                                                                                  |
| Derr.                                                          | 39–3–1 | Dick Tiger           | SD   | 15           | 1967–05–16 | Madison Square Garden, Nueva York                           | Para WBA, WBC & Anexo:Campeones lineales en el boxeo                             |
| Derr.                                                          | 39–2–1 | Dick Tiger           | UD   | 15           | 1966–12–16 | Madison Square Garden, Nueva York                           | Derr. WBA, WBC & Anexo:Campeones lineales en el boxeo                            |
| Vic.                                                           | 39–1–1 | Chic Calderwood      | KO   | 2 (15) 2:06  | 1966–10–15 | Hiram Bithorn Stadium, San Juan                             | Retenido WBA, WBC & Anexo:Campeones lineales en el boxeo                         |
| Vic.                                                           | 38–1–1 | Eddie Cotton         | UD   | 15           | 1966–08–15 | Centro de Convenciones de Las Vegas, Las Vegas              | Retenido WBA, WBC & Anexo:Campeones lineales en el boxeo The Ring Pelea del año. |
| Vic.                                                           | 37–1–1 | Wayne Thornton       | UD   | 15           | 1966–05–21 | Shea Stadium, Nueva York                                    | Retenido WBA, WBC & Anexo:Campeones lineales en el boxeo                         |
| Vic.                                                           | 36–1–1 | Tom McNeeley         | UD   | 10           | 1965–07–31 | Hiram Bithorn Stadium, San Juan                             | Lucha sin título                                                                 |
| Vic.                                                           | 35–1–1 | Willie Pastrano      | TKO  | 9 (15) 3:00  | 1965–03–30 | Madison Square Garden, Nueva York                           | Vic. WBA, WBC & Anexo:Campeones lineales en el boxeo                             |
| Vic.                                                           | 34–1–1 | Carl Olson           | KO   | 1 (10) 2:51  | 1964–11–27 | Madison Square Garden, Nueva York                           |                                                                                  |
| Vic.                                                           | 33–1–1 | Gomeo Brennan        | MD   | 10           | 1964–09–04 | Centro de Convenciones de Miami Beach, Miami Beach, Florida |                                                                                  |
| Vic.                                                           | 32–1–1 | Walker Simmons       | KO   | 6 (10)       | 1964–07–20 | Sargent Field, New Bedford (Massachusetts)                  |                                                                                  |
| Vic.                                                           | 31–1–1 | Frankie Olivera      | TKO  | 5 (10)       | 1964–06–22 | Sargent Field, New Bedford (Massachusetts)                  |                                                                                  |
| Vic.                                                           | 30–1–1 | Wilbert McClure      | UD   | 10           | 1964–05–15 | Madison Square Garden, Nueva York                           |                                                                                  |
| Vic.                                                           | 29–1–1 | Walker Simmons       | TKO  | 8 (10) 2:29  | 1964–04–21 | Sunnyside Gardens, Nueva York                               |                                                                                  |
| Vic.                                                           | 28–1–1 | José Gonzalez        | UD   | 10           | 1964–01–03 | Madison Square Garden, Nueva York                           |                                                                                  |
| Vic.                                                           | 27–1–1 | Don Fullmer          | PTS  | 10           | 1963–10–09 | Teaneck Armory, Teaneck, Nueva Jersey                       |                                                                                  |
| Derr.                                                          | 26–1–1 | Florentino Fernández | TKO  | 5 (10) 2:07  | 1963–05–25 | Hiram Bithorn Stadium, San Juan                             |                                                                                  |
| Vic.                                                           | 26–0–1 | Al Hauser            | TKO  | 3 (10)       | 1962–12–14 | Boston Garden, Boston                                       |                                                                                  |
| Vic.                                                           | 25–0–1 | Obdulio Nuñez        | KO   | 7 (12)       | 1962–07–27 | Estadio Sixto Escobar, San Juan                             | Vic. Puertoricano Peso mediano                                                   |
| Vic.                                                           | 24–0–1 | Jimmy Watkins        | RTD  | 7 (10)       | 1962–04–10 | Utica Memorial Auditorium, Utica, Nueva York                |                                                                                  |
| Vic.                                                           | 23–0–1 | Tony Montano         | KO   | 4 (10)       | 1961–11–28 | Houston, Texas                                              |                                                                                  |
| Vic.                                                           | 22–0–1 | George Price         | KO   | 2 (10) 2:31  | 1961–10–31 | Sam Houston Coliseum, Houston, Texas                        |                                                                                  |
| Vic.                                                           | 21–0–1 | Ike White            | KO   | 3 (10) 1:30  | 1961–06–27 | Boston Arena, Boston                                        |                                                                                  |
| Vic.                                                           | 20–0–1 | Mel Collins          | KO   | 7 (10) 0:30  | 1961–06–05 | Boston Arena, Boston                                        |                                                                                  |
| Vic.                                                           | 19–0–1 | Bob Young            | TKO  | 5 (10)       | 1961–05–23 | Boston Arena, Boston                                        |                                                                                  |
| Vic.                                                           | 18–0–1 | Bobby Barnes         | KO   | 3 (10)       | 1961–04–01 | Plaza Ballroom, Paterson, Nueva Jersey                      |                                                                                  |
| Vic.                                                           | 17–0–1 | Gene Hamilton        | TKO  | 4 (10) 1:21  | 1961–02–17 | Estadio Francisco Montaner, Ponce                           |                                                                                  |
| Vic.                                                           | 16–0–1 | Randy Sandy          | UD   | 10           | 1960–06–11 | Sunnyside Gardens, Nueva York                               |                                                                                  |
| Vic.                                                           | 15–0–1 | Tony Dupas           | MD   | 10           | 1960–03–15 | Buffalo Memorial Auditorium, Buffalo, Nueva York            |                                                                                  |
| Vic.                                                           | 14–0–1 | Randy Sandy          | PTS  | 10           | 1960–01–30 | Armory, Elizabeth, Nueva Jersey                             |                                                                                  |
| Empate                                                         | 13–0–1 | Benny Paret          | PTS  | 10           | 1959–09–26 | Estadio Sixto Escobar, San Juan                             |                                                                                  |
| Vic.                                                           | 13–0   | Al Andrews           | TKO  | 6 (8) 0:42   | 1959–06–26 | Yankee Stadium, Nueva York                                  |                                                                                  |
| Vic.                                                           | 12–0   | Joe Shaw             | TKO  | 5 (10) 2:40  | 1959–04–23 | Sunnyside Gardens, Nueva York                               |                                                                                  |
| Vic.                                                           | 11–0   | Leroy Oliphant       | TKO  | 3 (10)       | 1959–03–19 | Sunnyside Gardens, Nueva York                               |                                                                                  |
| Vic.                                                           | 10–0   | Eddie Wright         | TKO  | 5 (8) 2:10   | 1959–02–26 | Sunnyside Gardens, Nueva York                               |                                                                                  |
| Vic.                                                           | 9–0    | Isaac Jenkins        | TKO  | 5 (10)       | 1958–12–04 | Sunnyside Gardens, Nueva York                               |                                                                                  |
| Vic.                                                           | 8–0    | Burke Emery          | TKO  | 5 (10) 2:07  | 1958–11–03 | St. Nicholas Arena, Nueva York                              |                                                                                  |
| Vic.                                                           | 7–0    | Frankie Anselm       | KO   | 9 (10) 2:12  | 1958–10–13 | St. Nicholas Arena, Nueva York                              |                                                                                  |
| Vic.                                                           | 6–0    | Otis Woodward        | TKO  | 5 (10)       | 1958–09–29 | St. Nicholas Arena, Nueva York                              |                                                                                  |
| Vic.                                                           | 5–0    | Benny Doyle          | KO   | 1 (6)        | 1958–08–18 | Wrigley Field, Los Ángeles                                  |                                                                                  |
| Vic.                                                           | 4–0    | Wes Lowry            | PTS  | 6            | 1958–07–05 | Eastern Parkway Arena, Nueva York                           |                                                                                  |
| Vic.                                                           | 3–0    | Joe Salvato          | KO   | 4 (6) 1:40   | 1958–06–21 | Eastern Parkway Arena, Nueva York                           |                                                                                  |
| Vic.                                                           | 2–0    | Walter Irby          | PTS  | 6            | 1958–06–07 | Eastern Parkway Arena, Nueva York                           |                                                                                  |
| Vic.                                                           | 1–0    | Gene Hamilton        | KO   | 1 (4)        | 1958–05–24 | Eastern Parkway Arena, Nueva York                           |                                                                                  |